# Светли (Калињинградска област)
Светли (рус. Светлый) град је у Русији у Калињинградској области.

## Становништво
| 1959. | 1970.  | 1979.  | 1989.  | 2002.  | 2010.  |
| ----- | ------ | ------ | ------ | ------ | ------ |
| 7.419 | 14.836 | 17.031 | 19.936 | 21.745 | 21.375 |